# Liste der Monuments historiques in Aujac (Charente-Maritime)
Die Liste der Monuments historiques in Aujac (Charente-Maritime) führt die Monuments historiques in der französischen Gemeinde Aujac auf.

## Liste der Bauwerke
| Bezeichnung      | Beschreibung                  | Standort | Kennzeichnung | Schutzstatus   | Datum | Bild           |
| ---------------- | ----------------------------- | -------- | ------------- | -------------- | ----- | -------------- |
| Kirche St-Martin | Erbaut ab dem 12. Jahrhundert | (Lage)   | PA17000070    | Inscrit Classé | 2006  | weitere Bilder |